# John Wayne Todd
John Wayne Todd (19 maggio 1949 – 10 novembre 2007) è stato un oratore statunitense nonché occultista e teorico della cospirazione.
Noto anche come "John Todd Collins", "Lance Collins" e "Christopher Kollyns" e "Christopher Kollyns", affermò di essere nato in una famiglia dedita alla stregoneria, originaria della Scozia e di aver fatto parte degli illuminati, prima di convertirsi al cristianesimo.
È stato fonte primaria per molti libri pubblicati da Jack Thomas Chick sul cattolicesimo, dungeons & dragons, neopaganesimo e rock cristiano. Anche se la maggior parte della sua attività è stato nel corso degli anni settanta, le sue idee continuano ad essere diffuse in molti circoli ed associazioni del fondamentalismo cristiano.

## Biografia

### Le origini, la formazione e la conversione al cristianesimo
Nacque nel 1949 da una famiglia di origini scozzesi ed in giovane età venne iniziato alla stregoneria, mentre in servizio presso la US Navy tuttavia si convertì al cristianesimo, durante una visita presso una chiesa pentecostale della California, e le sue prime apparizioni pubbliche negli USA risalgono al 1968, poco dopo sposò una donna di nome Linda. Dopo essere scomparso dalla scena pubblica per alcuni mesi, Todd fece nuove apparizioni senza sua moglie, dicendo che Dio disse loro di cercare altri compagni. Nel 1969, prestò servizio presso l'esercito degli Stati Uniti e rimase in Germania per alcuni mesi prima di essere congedato per motivi psichiatrici e abuso di droghe.

### L'adesione alJesus movemente le accuse di occultismo
Nel 1972 aderì al Jesus movement, e l'anno successivo apparì in una trasmissione televisiva locale a Phoenix, in Arizona, invitato dall'evangelista Doug Clark nel programma Amazing Prophecies trasmesso dal Faith Broadcasting Network. In questo periodo, fu accusato di avances sessuali verso giovani donne e ragazze adolescenti in una caffetteria, divulgando insegnamenti di stregoneria nei suoi studi biblici, portando una pistola calibro 38 nelle riunioni della chiesa e usando droghe, nonché di aver abusato della sorella adolescente di sua moglie. Todd venne cacciato dal movimento e Clark lo ha denunciò nel suo programma televisivo.
Nel 1974 Todd si trasferì a Dayton, nell'Ohio, dove aprì una libreria dedicata all'occulto e iniziò a cercare persone per un gruppo Wicca. Nel 1976 Todd divenne oggetto di un'indagine criminale su rapporti secondo cui stava coinvolgendo ragazze minorenni nei rituali di iniziazione sessuale per la sua congrega. In seguito a un'indagine sulle sue attività da parte dei leader neopagani Isaac Bonewits e Gavin Frost, che lo accusarono di l'uso di droghe e di fare sesso con minori. È stato condannato per aver contribuito alla delinquenza di un minore e condannato a sei mesi di carcere, ma ha scontato solo due mesi prima di essere rilasciato a causa di crisi epilettiche.

### Le denunce cospirazioniste, la condanna al carcere e la morte
Todd ritornò a far parlare di sé nella comunità cristiana evangelica alla fine del 1977, questa volta sostenendo l'esistenza di una vasta cospirazione satanica guidata da un ordine chiamato gli Illuminati, collegando ad esso un certo numero di organizzazioni cristiane e predicatori cristiani del tempo come Jim Bakker, Jerry Falwell, Billy Graham, Oral Roberts e Pat Robertson.  Sostenne di aver dato, come membro degli Illuminati, 8 milioni di dollari al pastore Chuck Smith della Calvary Chapel per lanciare l'industria del rock cristiano, che Todd disse essere un'invenzione satanica per intrappolare i giovani cristiani nella musica rock, affermando che Falwell era stato corrotto dagli Illuminati con una donazione di 50 milioni di dollari. Dichiarò anche che il presidente degli Stati Uniti Jimmy Carter era l'"Anticristo" e che il romanzo di Ayn Rand del 1957, Atlas Shrugged, era il progetto degli Illuminati per scatenare il dominio di Satana sul mondo.
A partire dal 1979 incise alcune audiocassette ove esponeva le sue idee, ma dopo tale anno le sue apparizioni pubbliche si ridussero dopo che si trasferì in una località del Montana. In seguito tenne un discorso nel 1983 a Cedar Falls nell'Iowa su invito di Randy Weaver. Venne arrestato nel maggio 1987 per accusa di stupro nei confronti di una studentessa dell'Università della Carolina del Sud. Indagato dalla South Carolina Law Enforcement Division, venne condannato l'anno successivo a 30 anni di prigione; nel 2004 venne liberato ed internato nella Unità di Trattamento Comportamentale e Disturbo del Dipartimento di Salute mentale nella Carolina del Sud. Da allora se ne persero le tracce, e sebbene non vi siano prove certe della sua morte, si ritiene sia deceduto nel 2007.